# حروف پادشاه
حروف پادشاه (انگلیسی: The King's Letters؛ کره‌ای: 나랏말싸미) یک فیلم درام تاریخی سال ۲۰۱۹ کره جنوبی است. این فیلم در اوایل پادشاهی چوسان واقع شده‌است و داستان پادشاه سجونگ و شین‌می به عنوان شخصیت‌های اصلی که هانگول (حروف الفبای کره‌ای) را ایجاد کردند، روایت می‌کند. این فیلم در ۲۴ ژوئیه ۲۰۱۹ منتشر شد. حروف پادشاه به کارگردانی جو چول هیون و با بازی سونگ کانگ هو، پارک هه ایل، جون می سون، چوی دوک مون و جونگ هه کیون است و به فروش جهانی ۶۴۵۴۹۷۰ دلار آمریکا رسید.